# Conrow Glacier
Conrow Glacier är en glaciär i Antarktis. Den ligger i Östantarktis. Nya Zeeland gör anspråk på området. Conrow Glacier ligger 1 415 meter över havet.
Terrängen runt Conrow Glacier är kuperad söderut, men norrut är den bergig. Trakten är obefolkad. Det finns inga samhällen i närheten.